# Theresa (Class of the Titans)
Theresa es una personaje de la serie animada "Academia de titanes" (Class of the Titans).
Theresa es una joven millonaria, inteligente y experta en artes marciales. Es descendiente del héroe griego Teseo, y posee uno de los poderes más fascinantes de todos: la anticipación, que consiste en tener visiones de las cosas que aún no han sucedido, que están por suceder. Durante la serie se notó una cierta atracción entre ella y el líder del equipo, Jay.
Su mentora es la diosa de la naturaleza Perséfone.
- Datos: Q6145821